# 大島幸広
大島 幸広（おおしま ゆきひろ 1985年 - ）は、日本のタレント、活動家。

## 概要
13歳のときにジャニーズ事務所に入所。中学校2年生の時に滝沢秀明がテレビ番組で活躍しており、この滝沢に憧れたことと家族の勧めもあり7月に履歴書を書いてジャニーズ事務所に送れば、8月に突然ジャニー喜多川からの電話がありレッスンに参加することとなった。そのレッスンに参加した初日にジャニー喜多川の自宅で泊まることとなり、その日に性被害に遭っていた。それから仕事がある週末など週に3日はジャニー喜多川の自宅に泊まることとなり、そのたびに性被害を受けていた。このような生活は2年ほど続き、200回ほどの性被害を受けた。中学生のときに家に帰る途中にコンビニエンスストアに寄った際に、ジャニー喜多川は皆タバコを吸うと言ってタバコを買い与えていた。タバコはジャニー喜多川の自宅以外では吸わないように言われていた。性被害を受けた後には5万円を受け取っていたのだが、他のみんなは1万円なのに大島だけが5万円とのことであった。

### ジャニーズ性加害問題当事者の会での活動
2023年7月にジャニーズ性加害問題当事者の会に加入して、この問題での活動を行っている。当初はジャニーズ性加害問題当事者の会には入るつもりは無かった。この問題について言いたい気持ちはあったが、言ったところでもみ消されると思っていたからであった。だが藤島ジュリー景子の動画を見て疑問に思ったり、BBCのニュースで報じられたことや、カウアン・オカモトが告発したことなどを知ったことからジャニーズ性加害問題当事者の会に参加しようと思うようになった。この問題ではジャニーズ事務所の対応や対処が遅れていたり、しっかりした対応ができていないためにこのようになっていると批判する。この問題については、まずジャニーズ事務所が性犯罪を認めて謝罪して、それから補償と救済の話をすることになるとする。この問題ではジャニーズ性加害問題当事者の会とジャニーズ事務所と外部専門家の三者が一体になって救済や補償に対して相談しながら決めていくべきとする。2023年7月ごろに藤島ジュリー景子がテレビ番組で謝罪して、そこで性被害については知らなかったと述べていたのだが、このことを大島はそんなことがあるわけはないと批判している。ジャニーズ事務所が行った会見で藤島ジュリー景子が性犯罪を認めて謝罪したことは凄いと思ったものの、東山紀之らは知らなかったや噂には聞いていたと発言したことに対しては、そのようなことはまず無いわけで知っていただろうと否定した。このような嘘をつかれたら傷つくと心情を吐露した。現在に活躍中のタレントが性犯罪を知らなかったと言っているのは、自分は被害者ではないと言っているのと同じであるとする。被害者は売れていない人で被害者ではない人は売れている人という感じになっているものの実際はそのようなことはないとしている。2025年2月6日に行われた記者会見によると、スマイル社が補償金額を巡り大島らを提訴していたとのことであった。このことに対しては、なぜ被害者側が訴えられるのか、これが寄り添う行動であるのかと批判する。代理人弁護士によると、被害回復や真相解明を求めてきたのだが難航しており、2024年12月に損害賠償を支払う義務が無いことなどの確認などを求めて提訴されていた。